# 오쿠노 세이스케

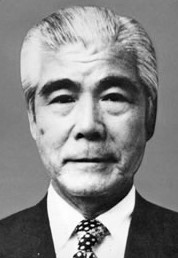

오쿠노 세이스케(일본어: 奥野誠亮, 1913년 7월 12일 ~ 2016년 11월 16일)는 일본의 정치인이다.
일본 나라현 출신으로 도쿄제국대학을 졸업하여 1938년부터 내무성에 근무하였다. 1943년 가고시마현 경찰부 특별고등경찰 과장. 자치청(현재의 총무성) 관료. 1963년 사무차관. 중의원 의원(1963~2003년). 1972년 문부상. 1980년 법무상. 1987년 11월 6일 ~ 1988년 5월 13일 국토청 장관(다케시타 내각). 2003년 10월 총선거에 불출마. 정계 은퇴.

## 일화
- 자민당 강경파로 헌법 개정, 야스쿠니 신사 참배 등을 주장.
- 일본군 위안부에 대해 "종군위안부는 상행위"라고 발언.
- 국토청 장관으로 있던 1988년 5월 9일 중의원 결산위원회에서 중일전쟁에 대해 "당시 일본에 침략의 의도는 없었다"고 발언. 이 발언으로 5월 13일 사임.